# Chang International Circuit
Der Buriram International Circuit bekannt als Chang International Circuit (Thai: ช้าง อินเตอร์เนชั่นแนล เซอร์กิต) ist eine Motorsport-Rennstrecke in Buri Ram, Thailand, auf der u. a. Rennen der Superbike-Weltmeisterschaft, verschiedene Tourenwagen-Meisterschaften sowie seit 2018 der Motorrad-Weltmeisterschaft ausgetragen werden.

## Streckenbeschreibung

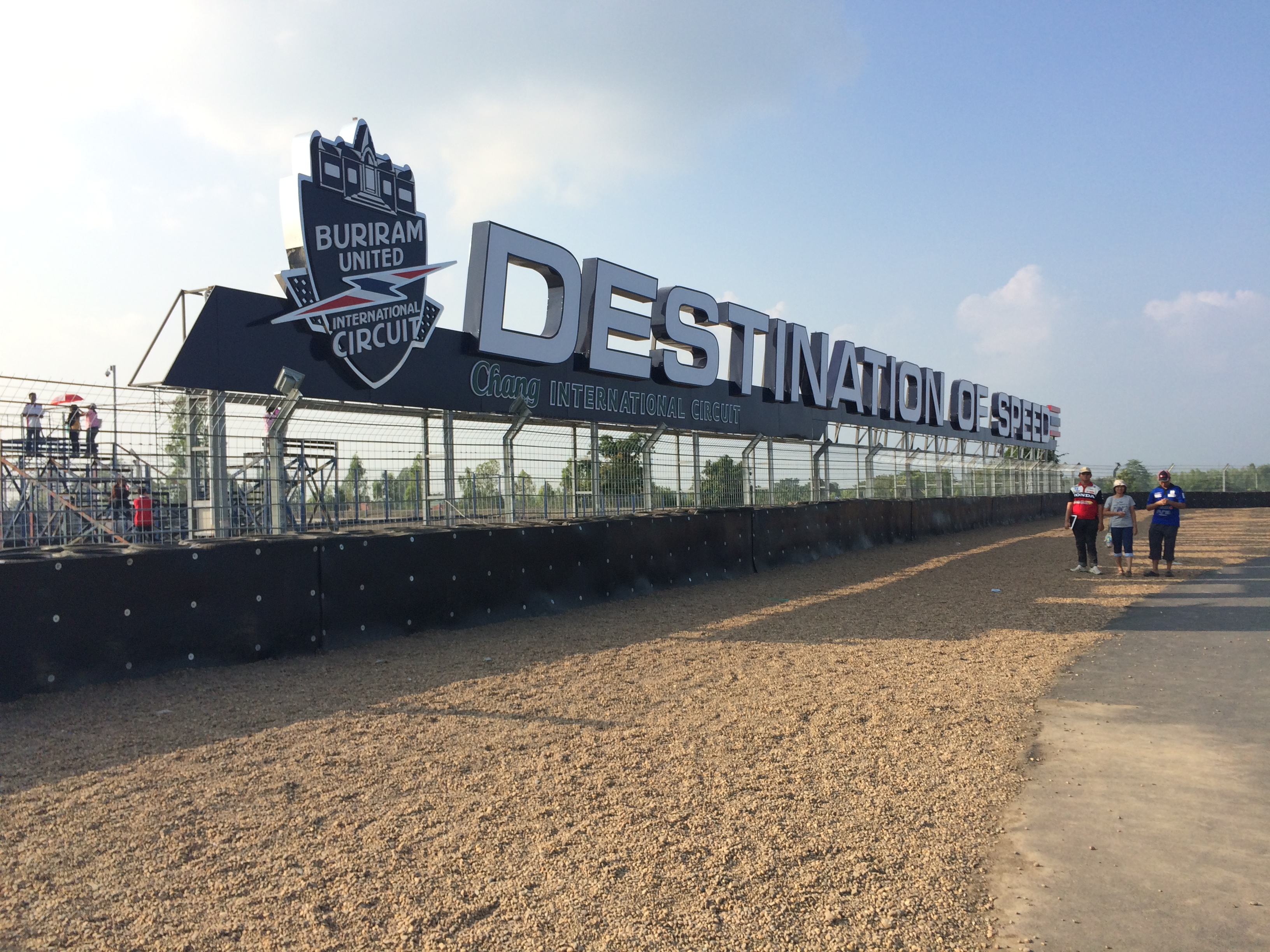
Chang International Circuit

Die Eröffnung des Kurses fand im Oktober 2014 statt. Von Hermann Tilke entworfen und nach 422 Tagen Bau fertiggestellt, fasst die Anlage bis zu 50.000 Zuschauer. Sie kann über insgesamt 4 Kurzanbindungen in 5 unterschiedliche Streckenvarianten konfiguriert werden, von denen 2 die Boxengasse nutzen und somit für professionelle Rennveranstaltungen genutzt werden können.
Die Rennstrecke trägt den Sponsoringnamen der Biermarke Chang (deutsch Elefant) der Thai Beverage.

## Veranstaltungen
Die Strecke ist seit 2018 Austragungsort des Großen Preises von Thailand der MotoGP. 2025 bildete der Grand Prix den Auftakt der Saison. In den Jahren zuvor war er Bestandteil der Asientour im letzten Saisondrittel. Von 2015 bis 2019 war die Strecke Austragungsort der Superbike-Weltmeisterschaft. Aktuell (Stand 2024) starten noch folgende Meisterschaften auf dem Kurs:
- Thailand Super Series (2014–2025)
- FIM Asia Road Racing Championship (2015–2019, 2022–2025)
- GT World Challenge Asia (2017–2019, 2023–2025)
- Porsche Carrera Cup Asia (2015–16, 2023–24)
- TCR Asia Series (2015–16, 2018, 2024–25)
- Asia Talent Cup (Motorrad)

Darüber hinaus traten in der Vergangenheit auch die Asiatische Le Mans Serie die Japanische Super-GT-Serie und die WTCC auf dem Kurs an.

## Statistik

### Alle Sieger von MotoGP-Rennen auf dem Chang International Circuit
| Jahr | Sieger                                  | Motorrad                                | Reifen                                  | Zeit                                    | Streckenlänge                           | Runden                                  | Ø-Tempo                                 | Datum                                   | GP von   |
| ---- | --------------------------------------- | --------------------------------------- | --------------------------------------- | --------------------------------------- | --------------------------------------- | --------------------------------------- | --------------------------------------- | --------------------------------------- | -------- |
| 2018 | Marc Márquez                            | Honda                                   | M                                       | 39:55,722 min                           | 4,554 km                                | 26                                      | 177,9 km/h                              | 7. Oktober                              | Thailand |
| 2019 | Marc Márquez                            | Honda                                   | M                                       | 39:36,223 min                           | 4,554 km                                | 26                                      | 179,3 km/h                              | 6. Oktober                              | Thailand |
| 2020 | abgesagt aufgrund der COVID-19-Pandemie | abgesagt aufgrund der COVID-19-Pandemie | abgesagt aufgrund der COVID-19-Pandemie | abgesagt aufgrund der COVID-19-Pandemie | abgesagt aufgrund der COVID-19-Pandemie | abgesagt aufgrund der COVID-19-Pandemie | abgesagt aufgrund der COVID-19-Pandemie | abgesagt aufgrund der COVID-19-Pandemie | Thailand |
| 2021 | abgesagt aufgrund der COVID-19-Pandemie | abgesagt aufgrund der COVID-19-Pandemie | abgesagt aufgrund der COVID-19-Pandemie | abgesagt aufgrund der COVID-19-Pandemie | abgesagt aufgrund der COVID-19-Pandemie | abgesagt aufgrund der COVID-19-Pandemie | abgesagt aufgrund der COVID-19-Pandemie | abgesagt aufgrund der COVID-19-Pandemie | Thailand |
| 2022 | Miguel Oliveira                         | KTM                                     | M                                       | 41:44,503                               | 4,554 km                                | 25                                      | 163,6 km/h                              | 2. Oktober                              | Thailand |
| 2023 | Jorge Martín                            | Ducati                                  | M                                       | 39:40,045                               | 4,554 km                                | 26                                      | 179,0 km/h                              | 29. Oktober                             | Thailand |
| 2024 | Francesco Bagnaia                       | Ducati                                  | M                                       | 43:38,108                               | 4,554 km                                | 26                                      | 162,8 km/h                              | 27. Oktober                             | Thailand |
| 2025 | Marc Márquez                            | Ducati                                  | M                                       | 39:37,244                               | 4,554 km                                | 26                                      | 179,3 km/h                              | 2. März                                 | Thailand |

Rekordsieger Fahrer: Marc Márquez (3)
Rekordsieger Konstrukteure: Ducati (3)
Rekordsieger Nationen: Spanien (4)